# بلقاسم خدير
بلقاسم خدير (من مواليد 14 يونيو 1981 في تيزي وزو) هو لاعب كرة قدم جزائري.

## المسيرة الكروية
بدأ خضر مسيرته المهنية في نادي مسقط رأسه شبيبة القبائل. بعد تقدمه في صفوف الناشئين بالنادي، انضم إلى شبيبة تيارت في الرابطة الجزائرية المحترفة الثانية لكرة القدم. في صيف 2006، انضم إلى نادي العاصمة شباب بلوزداد في دوري الدرجة الأولى لكنه غادر في فترة الانتقالات الشتوية للانضمام إلى فريق الدرجة الثانية مولودية العلمة. في صيف 2007 وقع مع جمعية وهران ، وسجل 13 هدفا في موسم 2007-2008.
في صيف عام 2008، وقع خدير مع الجانب السلوفاكي MFK Topoľčany. بعد بضع مباريات فقط مع النادي ، انتقل إلى نادي جيلينا.

## روابط خارجية
- بلقاسم خدير على موقع قاعدة بيانات كرة القدم.إي يو (الإنجليزية)